# コール・ミー・バック・アゲイン
「コール・ミー・バック・アゲイン」（原題：Call Me Back Again）は、1975年にウイングスが発表した楽曲。

## 概要
前アルバムに収録された「レット・ミー・ロール・イット」の系譜を継ぐ、アメリカンなソウル・ロック。
アルバム『ヴィーナス・アンド・マース』の録音のために訪れたニューオリンズからの影響を大きく受けた曲である。
歌詞は前述のレット・ミー・ロール・イットと同じく、当時仲違いしていたジョン・レノンへのメッセージと捉えることが出来る。

## 以後のリリース
1975年から1976年のウイングスのツアーでも演奏され、その模様がライブ盤『ウイングス・オーヴァー・アメリカ』に収録された。
また、2001年にベスト盤「夢の翼〜ヒッツ&ヒストリー〜」にも収録された。
2014年のビートルズ4人のソロナンバーを各1曲ずつ収めた「4: John Paul George Ringo」には、ポール・ソロ代表として収録（おそらく同時期に発売されたポール・マッカートニー・アーカイブ・コレクション「ヴィーナス・アンド・マース」とのタイアップが目的）。また、それに伴いこの曲のプロモーション・ビデオも発表された。